# Groenkruinmaskerzanger
De groenkruinmaskerzanger (Geothlypis semiflava) is een zangvogel uit de familie Parulidae (Amerikaanse zangers).

## Verspreiding en leefgebied
Deze soort telt 2 ondersoorten:
- G. s. bairdi: van Honduras tot Panama.
- G. s. semiflava: westelijk Colombia en westelijk Ecuador.